# Posavski Podgajci

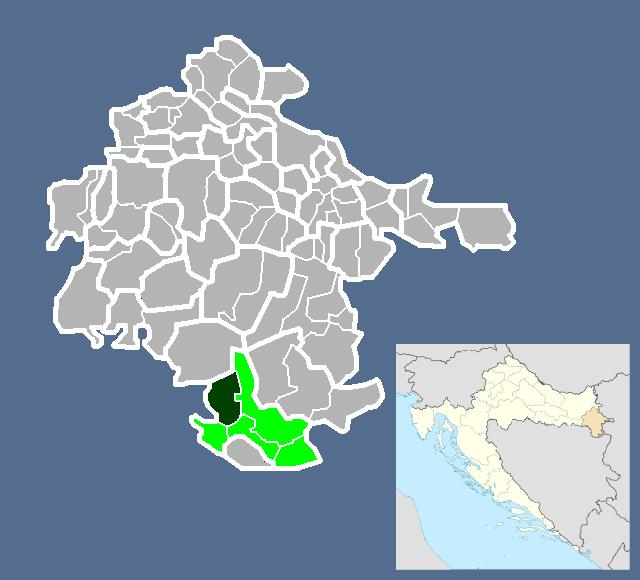
Położenie wsi Posavski Podgajci na mapie gminy Drenovci i żupanii vukowarsko-srijemskiej

Posavski Podgajci – wieś we wschodniej Chorwacji, w żupanii vukowarsko-srijemskiej, w gminie Drenovci. W 2011 roku liczyła 1255 mieszkańców.
W 2001 roku wieś liczyła 1568 mieszkańców – 771 mężczyzn i 797 kobiet